# Ron DeSantis
Ronald "Ron" Dion DeSantis (født 14. september 1978) er en amerikansk politiker fra det Republikanske Parti, der siden januar 2019 har været den 46. guvernør for den amerikanske delstat Florida. Han gik efter at blive  Republikanernes præsidentkandidat til præsidentvalget i USA 2024, men trak sig fra valgkampen i januar 2024.
DeSantis er født i Jacksonville, men har tilbragt det meste af sin barndom i Dunedin, Florida. Han har en bachelorgrad i historie fra Yale University, og dimitterede senere, i 2005, fra Harvard Law School. Han gjorde tjeneste i det amerikanske militær i perioden fra 2004 til 2010, hvor han bl.a. var udsendt til Irak.
Fra 2013 til 2018 var han medlem af Repræsentanternes Hus, hvor han repræsenterede Floridas 6. valgdistrikt. I sine sidste år i Repræsentanternes Hus blev DeSantis kendt som en af præsident Donald Trumps største støtter og allierede, hvor han bl.a. ofte ytrede sig kritisk om Robert Muellers Ruslands-undersøgelse.
På bl.a. opfordring fra Trump, valgte DeSantis i 2018 at opstille, som republikanernes kandidat til guvernørposten i Florida. Her gjorde DeSantis sig ligeledes bemærket ved at føre en kampagne, som lagde sig meget tæt op af Trumps budskaber, hvor han bl.a. udsendte kampagnevideoer som viste, hvordan han lærte sine egne børn at bygge en mur (Trumps mur) og sige "Make America Great Again". DeSantis vandt det republikanske primærvalg til guvernørposten d. 28. august 2018, mens han senere også vandt selve guvernørvalget over den demokratiske modkandidat, Andrew Gillum. DeSantis blev først erklæret den officielle vinder af guvernørvalget d. 20. november 2018, efter en genoptælling af stemmerne – han vandt med en margin på lidt over 30.000 stemmer.
DeSantis gjorde sig i sin første guvernørperiode særligt bemærket ved sin håndtering af Coronapandemien i Florida, hvor han gentagne gange modsatte sig at indføre diverse restriktioner for delstaten, såsom påbud om at anvende mundbind, nedlukning af samfundet/beordre folk at blive hjemme (stay-at-home orders), vaccinationskrav m.m. Ligeledes gjorde DeSantis sig nationalt bemærket i hans kamp inden for de værdipolitiske og identitetspolitiske spørgsmål, heriblandt hans kamp mod det han betegner som wokeisme.
DeSantis genopstillede i 2022 som guvernør for Florida og blev genvalgt ved valget d. 8. november 2022. Her vandt han over den demokratiske modkandidat Charlie Crist med en margin på ca. 20 procentpoint – eller en stemme difference på over 1.500.000 stemmer. Dette var den største margin en guvernørkandidat havde vundet med i 40 år i Florida.

## Baggrund og opvækst
DeSantis blev født den 14. september 1978 i Jacksonville, Florida, søn af Karen (født Rogers) og Ronald Daniel DeSantis. Han er af italiensk afstamning, eftersom hans tipoldemor og tipoldefar var fra Italien. Hans tipoldefar, Salvatore Storti, immigrerede til USA i 1904 og bosatte sig i Pennsylvania. Hans tipoldemor, Luigia Colucci, flyttede til USA for at være sammen med sin mand i 1917. DeSantis' mor var sygeplejerske, og hans far installerede måleudstyr for Nielsen ratings. Hans familie flyttede til Orlando, Florida, inden de flyttede til Dunedin, Florida, da han var seks år gammel. Hans søster, Christina Marie DeSantis, blev født den 5. maj 1985 i Orlando og døde pludseligt i 2015 i London, England. Han var del af Little League-holdet (baseball) fra Dunedin National, der spillede sig til 1991 Little League World Series i Williamsport, Pennsylvania.
DeSantis gik på en katolsk grundskole, inden han efterfølgende gik på Dunedin High School, hvorfra han dimitterede i 1997. Han blev efterfølgende optaget på Yale University, hvor han bl.a. gjorde sig bemærket som kaptajnen for Yales universitetsbaseballhold, ligesom han sluttede sig til Delta Kappa Epsilon-broderskabet. Han spillede outfielder for Yale's baseballhold, hvor han som senior i 2001 havde holdets bedste slaggennemsnit på .336. Mens han gik på Yale havde han række forskellige job, herunder som elektrikerassistent og baseball-træner.
Efter at have dimitteret fra Yale i 2001 med en bachelorgrad i historie med magna cum laude, tilbragte DeSantis et år som historielærer på Darlington School. Han blev efterfølgende optaget på Harvard Law School, hvorfra han dimitterede i 2005 med cum laude.

## Militærtjeneste
DeSantis modtog indkaldelse til Judge Advocate General's Corps (JAG) i 2004 ved U.S. Naval Reserve Center i Dallas, Texas, mens han stadig var studerende på Harvard Law School. Han afsluttede Naval Justice School i 2005. Senere samme år blev han forflyttet til JAG Trial Service Office Command South East ved Naval Station Mayport, Florida, hvor han skulle fungere som anklager. Han blev her forfremmet fra løjtnant (junior grade) til løjtnant i 2006. Han arbejdede for chefen for Joint Task Force-Guantanamo (JTF-GTMO), og arbejdede direkte med fanger fra Guantanamo Bay.
I 2007 DeSantis overflyttet til Naval Special Warfare Command Group i Coronado, Californien, hvor han blev tilknyttet SEAL Team One og udsendt til Irak som juridisk rådgiver for SEAL Commander, Special Operations Task Force- Vest i Fallujah.
DeSantis vendte tilbage til USA i april 2008, hvor han blev overflyttet til Naval Region Southeast Legal Service. Det amerikanske justitsministerium udnævnte ham derefter til at tjene som assisterende U.S. Attorney ved U.S. Attorney's Office in the Middle District of Florida. DeSantis gjorde her tjeneste indtil hans ærefulde afskedigelse fra aktiv tjeneste i februar 2010. Han accepterede i denne forbindelse en del af reserven, som løjtnant i Judge Advocate General's Corps of the US Navy Reserve. Han blev tildelt Bronze Star Medal, Navy and Marine Corps Commendation Medal, Global War on Terrorism Service Medal og Iraq Campaign Medal.

## Guvernør i Florida

### Guvernørvalg 2018
I januar 2018 annoncerede DeSantis sit kandidatur som guvernør for Florida, hvor formålet var at efterfølge den siddende republikanske guvernør Rick Scott, som havde siddet to perioder og derpå ikke kunne genopstille. Donald Trump sagde i december 2017, at han ville støtte DeSantis, hvis han stillede op som guvernør. Under det republikanske primærvalg fremhævede DeSantis sin støtte til Trump ved at køre en annonce, hvor DeSantis lærte sine børn at "bygge muren" (Trumps mur), sige "Make America Great Again" og klædte et af sine børn i en rød "Make America Great Again"-jumper. I et interview hvor han blev spurgt, om han kunne nævne en uenig han havde med Trump, påpegede DeSantis ikke ét eneste.
I august 2018 skabte DeSantis opmærksomhed, da han sagde: "Det sidste, vi skal gøre, er »monkey this up« ved at forsøge at omfavne en socialistisk dagsorden med enorme skattestigninger og konkurssætte delstaten." Han blev i denne sammenhæng beskyldt for at bruge termen "monkey this up" som et racistisk dog whistle, da hans demokratiske modkandidat, Andrew Gillum, var afroamerikansk. Hændelsen fik udbredt mediedækning; DeSantis benægtede, at hans kommentar havde nogen racistisk undertone eller var et dog whistle herfor.
Den 28. august 2018 vandt DeSantis det republikanske primærvalg, mens hans demokratiske modkandidat blev Andrew Gillum. Guvernørvalget blev bredt anerkendt, som et såkaldt "toss-up"-valg (altså, at det endelige valgresultat kunne gå begge veje).
I september 2018 annoncerede DeSantis Jeanette Núñez som sin viceguvernør. Han fratrådte sit sæde i Repræsentanternes Hus den 10. september 2018 for at fokusere på sin guvernørkampagne. Samme måned blev DeSantis kritiseret for ikke at have udformet en fuldkommen politisk platform. Han aflyste et planlagt interview med Tampa Bay Times for at have yderligere tid til at sammensætte sin platform, inden nogle nærtstående politisk interviews skulle afholdes.
Florida Police Chiefs Association anbefalede at stemme på DeSantis. Under valgkampen støttede nogle sheriffer DeSantis, mens andre sheriffer støttede Gillum.

#### Politisk platform
DeSantis' endelige politiske platform inkluderede bl.a. støtte til lovgivning, der ville give bedre mulighed for at bære skydevåben. Ligeledes støttede han et forbud på delstatsniveau mod beskyttelse af såkaldte fristadsbyer (engelsk: "sanctuary city") for udokumenterede immigranter. DeSantis lovede at stoppe spredningen af forurenet vand fra Lake Okeechobee. Han udtrykte støtte til en ændring i delstatens forfatning, der ville påkræve et kvalificeret flertal for eventuelle fremtidige skattestigninger. DeSantis var imod at tillade raske, barnløse voksne at modtage Medicaid. Han sagde, at han ville implementere et medicinsk cannabisprogram, men han var imod legaliseringen af rekreativ cannabis.

#### Valgresultat
De første resultater på valgaftenen viste, at DeSantis ville vinde med næsten 100.000 stemmer, og Gillum gik derfor ud og anerkendte, at han havde tabt valget. Gillum endte dog med at trække denne indrømmelse tilbage, idet det senere på aftenen viste sig, at forspringet var reduceret til mindre end 34.000 stemmer – en margin på 0,4 %. Den tætte margin gav anledning til en automatisk genoptælling af stemmesedlerne.
DeSantis blev bekræftet som vinderen af valget efter en genoptælling af stemmerne d. 15. november, hvorefter og Gillum på ny anerkendte nederlaget den 17. november. DeSantis blev først erklæret den officielle vinder af guvernørvalget d. 20. november 2018 – han vandt med en margin på lidt over 30.000 stemmer.

### Guvernørperiode
DeSantis har gjort sig bemærket ved sin håndtering af Coronapandemien i Florida, hvor han gentagende gange har modsat sig at indføre diverse restriktioner for delstaten, såsom påbud om at anvende mundbind, nedlukning af samfundet/beordre folk at blive hjemme (stay-at-home orders), vaccinationskrav m.m. Selvom denne tilgang i nogen grad kan tilskrives partipolitiske forskelle, har DeSantis håndtering af pandemien dog gjort sig særligt bemærket ved i høj grad at modsætte sig diverse restriktioner – også sammenlignet med andre republikansk-ledet delstater. Eksempelvis vakte det stor national opmærksomhed, da Jacksonville – med godkendelse fra DeSantis – kort inde i pandemien valgte at genåbne nogle af sine strande.
Ligeledes har DeSantis gjort sig til frontperson mod bl.a. præsident Bidens vaccinekrav og krav om at bære mundbind i bl.a. skoler. Dette skabte stor opmærksomhed, hvilket bl.a. medførte, at hans politiske modstandere (heriblandt Demokraterne og præsident Biden) i særligt grad har fremhævet og kritiseret DeSantis' håndtering af pandemien. Omvendt har DeSantis politiske tilhængere hyldet hans håndtering af pandemien, herunder hans kritik og modstand mod bl.a. præsident Bidens Corona-relateret restriktioner. I november 2021 valgte DeSantis at underskrive flere love foran en menneskeskare i byen Brandon, Florida. De pågældende love havde til hensigt at gøre op med vaccinekrav og restriktioner. Byen, Brandon, var nøje udvalgt, idet det var en reference til et anti-Biden (og Mainstream media) meme, der gik viralt i den pågældende periode – den fremmødte folkeskare begyndte da også at råbe "Let's go Brandon" i forbindelse med DeSantis' tale.
Grundet DeSantis' modstand mod vaccinekrav, er han af flere blevet stemplet som en vaccineskeptiker (engelsk: anti-vaxxer). DeSantis har dog gentagende gange opfordret folk til at lade sig vaccinere, men har dog samtidig fastholdt, at det i sidste ende er et personligt valg og et spørgsmål om personlig frihed.
I marts 2022 skabte det nationalt opmærksomhed, da DeSantis underskrev lovforslaget HB 1557 ind til lov. Lovforslaget var af oppositions politikkere blevet døbt "Don't say Gay"-loven, og var af flere medier ligeledes omtalt under dette navn. Loven indeholdte dog ikke ordet "gay" og forbød derfor ikke direkte nogle i at anvende dette ord. Derimod forbød loven en "klasseværelsesdiskussion om seksuel orientering eller kønsidentitet" for de mindste klassetrin (fra børnehaveklasse til 3. klassetrin: børn i aldersgruppen fra ca. 5-9 år). Loven mødte stor kritik fra flere kanter, herunder fra selskabet The Walt Disney Company og dets administrerende direktør Bob Chapek, som efter vedtagelsen af loven bl.a. udtalte, at de ville modarbejde implementeringen af denne. Dette affødte efterfølgende direkte kritik fra DeSantis, som mente, at selskabet havde krydset en rød linje og påpegede, at "(..) delstat(en) er styret af interesserne fra befolkningen i staten Florida (..)" og ikke drevet og styret af "(..) kravene fra californiske virksomhedsledere". DeSantis truede efterfølgende med, at indskrænke nogle af Disneys 'særlige privilegier' i delstaten Florida.

## Præsidentkandiat 2024
DeSantis stillede op til at blive nomineret for Det Republikanske Parti til præsidentvalget i USA 2024, og han blev længe anset som den kandidat med de bedste chancer for at opnå nominering næstefter Donald Trump som førte i meningsmålingerne. Ved Republikanernes første primærvalg i Iowa fik han en andenplads, men med en stor magen op til Trump på førstepladsen. Han trak sig fra valgkampen den 21. januar 2024 to dage før det næste primærvalg i New Hampshire. Efter DeSantis trak sig, var Donald Trump og Nikki Haley de eneste tilbageværende republikanske præsidentkandidater.

## Privatliv
DeSantis er romersk-katolik. Han giftede sig med Casey Black, en tidligere tv-vært for Golf Channel og WJXT, i 2010. Parret boede i Ponte Vedra Beach, nær St. Augustine, indtil dette område blev trukket ind i det nærliggende 4. valgdistrikt. De flyttede derefter til Palm Coast, nord for Daytona Beach. De har tre børn. DeSantis er medlem af Veterans of Foreign Wars og den amerikanske legion.
DeSantis' yngre søster Christina døde den 12. maj 2015 i London. Hun tog eksamen fra Dunedin High School i 2003. Efter at have afsluttet gymnasiet gik hun på Florida State University, hvor hun tog en bachelorgrad i 2007 og en kandidatgrad i 2010. På tidspunktet for sin død var Christina forlovet med Stephan Pasiewicz, som var fra London og havde sidst arbejdet som finansiel rådgiver for KPMG i Charlotte, North Carolina.
DeSantis havde på dagen for episoden Congressional baseball shooting spillet på pågældende baseballbane. Han var dog ikke til stede på det tidspunkt, hvor skudepisoden fandt sted, men DeSantis og en kollega – Jeff Duncan, republikansk kongresmedlem fra South Carolina – havde efter sigende mødt gerningsmanden inden episoden fandt sted, hvor de var blev spurgt, om hvorvidt republikanere eller demokrater spillede den pågældende dag.